# Samvete
Samvete, rättskänsla, förmåga att avgöra vad som är rätt och fel, sinne för värderingar och förmåga till skuldkänslor, delvis medfött och delvis inlärt. Samvetsfrihet är av fundamental betydelse för FN:s universella deklaration om de mänskliga rättigheterna, som utgår från att alla människor är utrustade med förnuft och samvete. Samvete anses alltså vara någonting fött, och samvetslöshet något som betingats av dåliga upplevelser, och räknas som en störning. Samvete korrelerar med moral som är socialt betingad.
Om man är medveten om att man har gjort något fel får man dåligt samvete, en känsla av skuld.
Ett grepp är samvetsgrannhet, som är förmågan att planera och utföra handlingar i överensstämmelse med sin samvetliga övertygelse, och är förknippat med akademisk och professionell framgång.